# Agrostis fascicularis
Agrostis fascicularis é uma espécie de gramínea do gênero Agrostis, pertencente à família Poaceae.